# بيتار زيفكوفيتش
بيتار زيفكوفيتش (بالصربوكرواتية: Petar Živković)‏ (و. 1879 – 1947 م) هو سياسي يوغوسلافي، وكان عضوًا في اليد السوداء، ويحمل رتبة عسكرية فريق أول، توفي في باريس، عن عمر يناهز 68 عاماً.

## مناصب
تولى منصب وزير بدون حقيبة وزارية (1943–1943)
- رئيس وزراء يوغوسلافيا  [لغات أخرى]‏ (7 يناير 1929–4 أبريل 1932).

## التعليم
تعلم في جامعة بلغراد.